# ادوين لورد ويكس

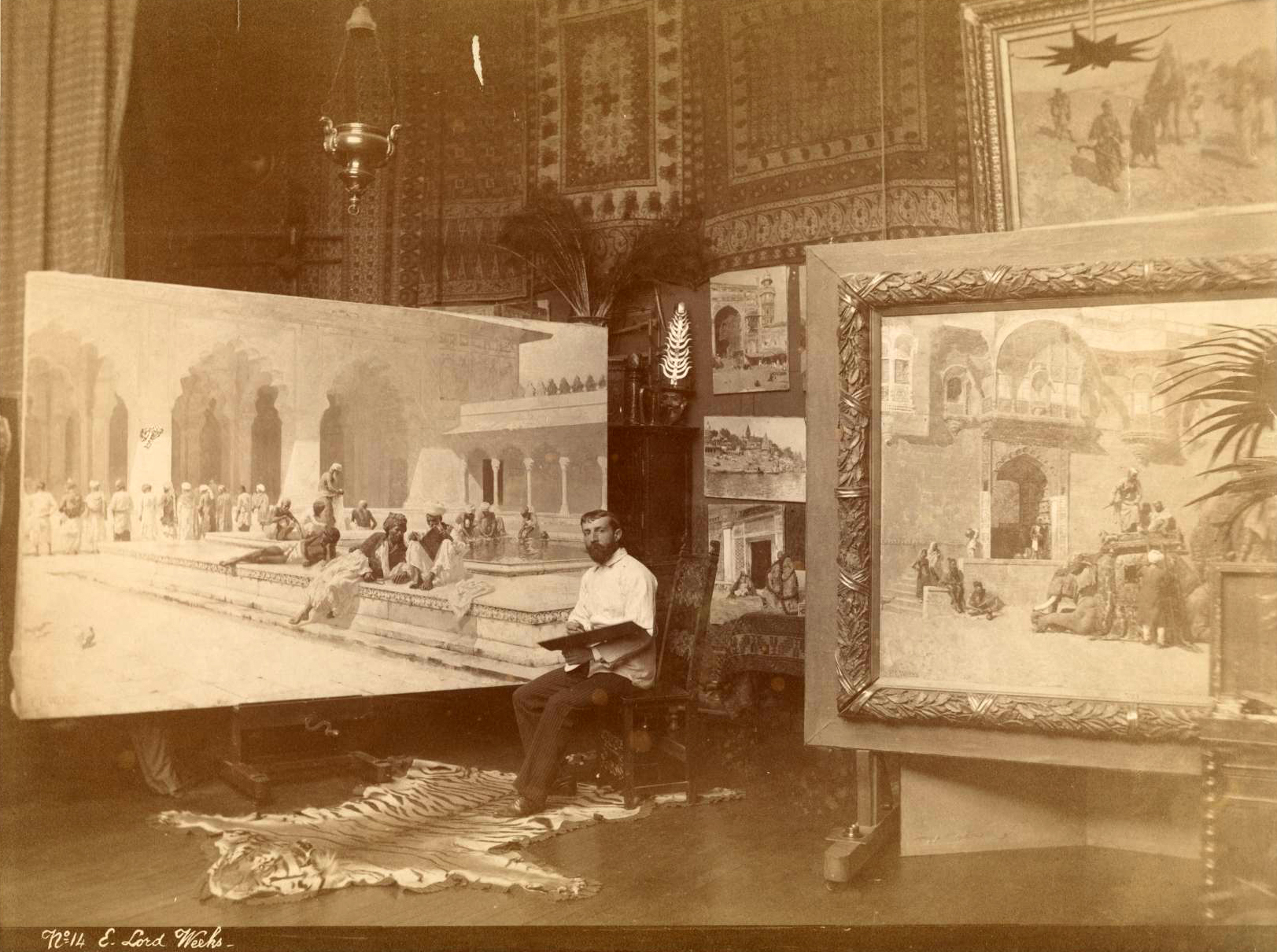
ادوين لورد ويكس.

ادوين لورد ويكس (بالإنجليزية: Edwin Lord Weeks)‏ (1849 بوسطن - 1903) هو رسام أمريكي مشهور، يعد من الرسامين المستشرقين .

## سيرته
هو رسام أمريكي والمصور و الكاتب والرحالة، ولد في بوسطن سنة 1849 و هو من تلاميذ ليون بونات وجان ليون جيروم
في باريس . بعد الانتهاء من دراسته وإستقراره في باريس، سافر على نطاق واسع حيث زار المغرب ومصر و بلاد فارس وباكستان و الهند .

## لوحاته

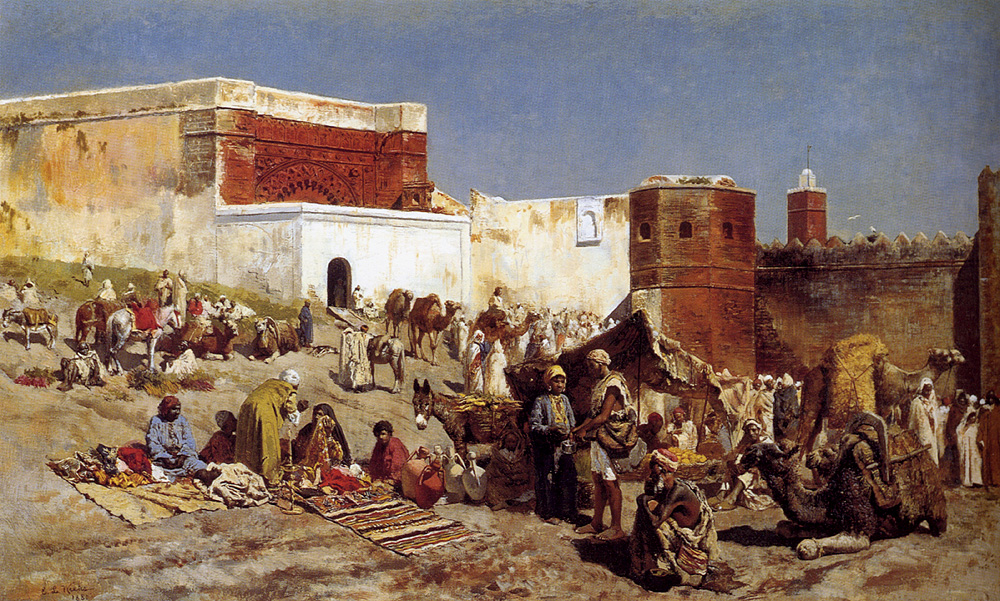
Market in الرباط, Morocco
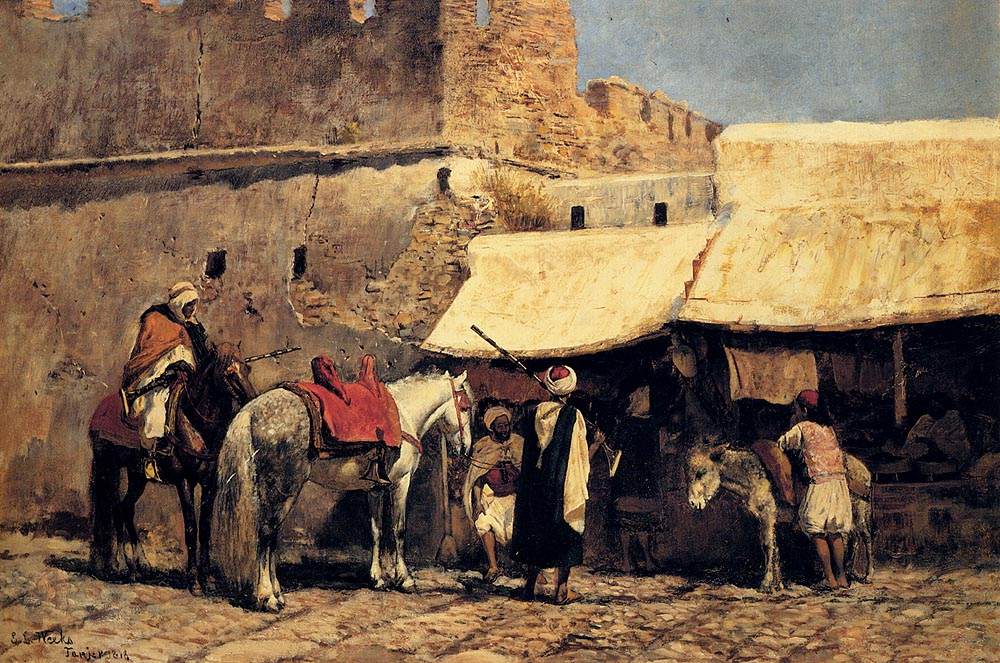
Tangier
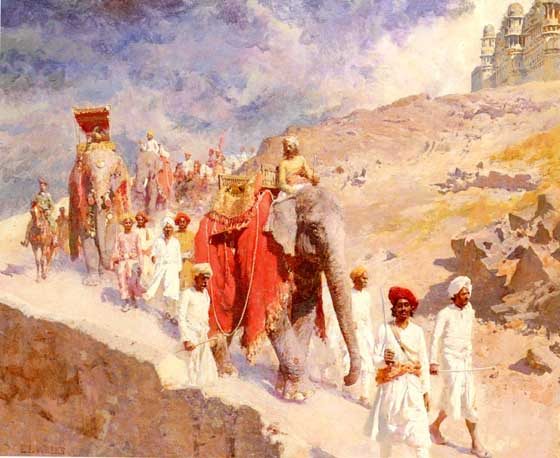
Partie de chasse en الهند
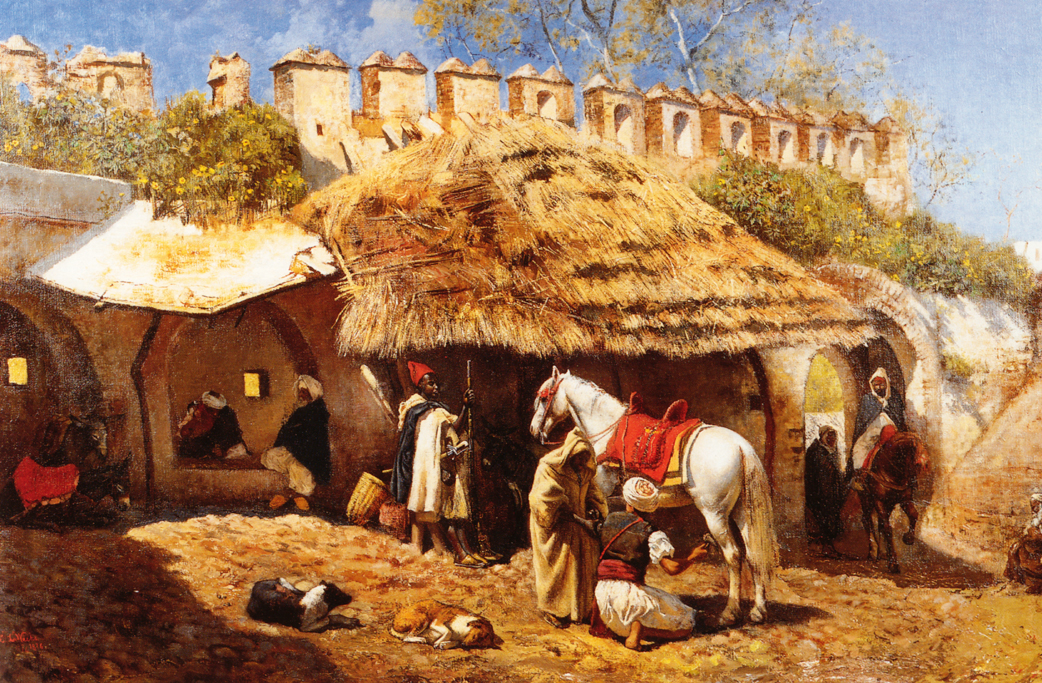
Blacksmith Shop at Tangiers
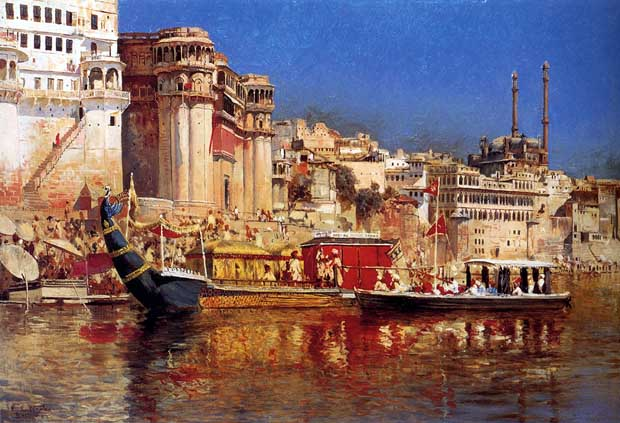
Barge du Maharajah de فاراناسي, 1883
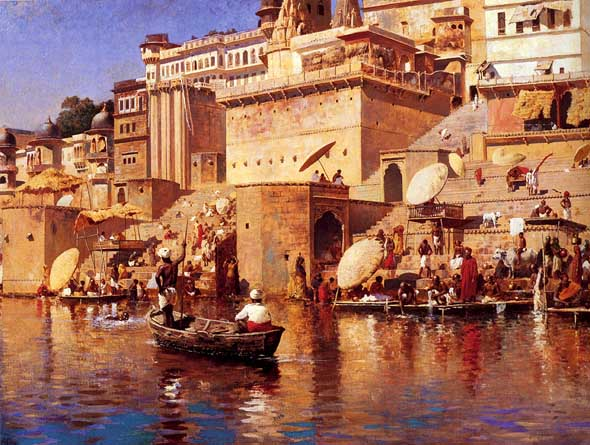
Sur les rives du Bénarès
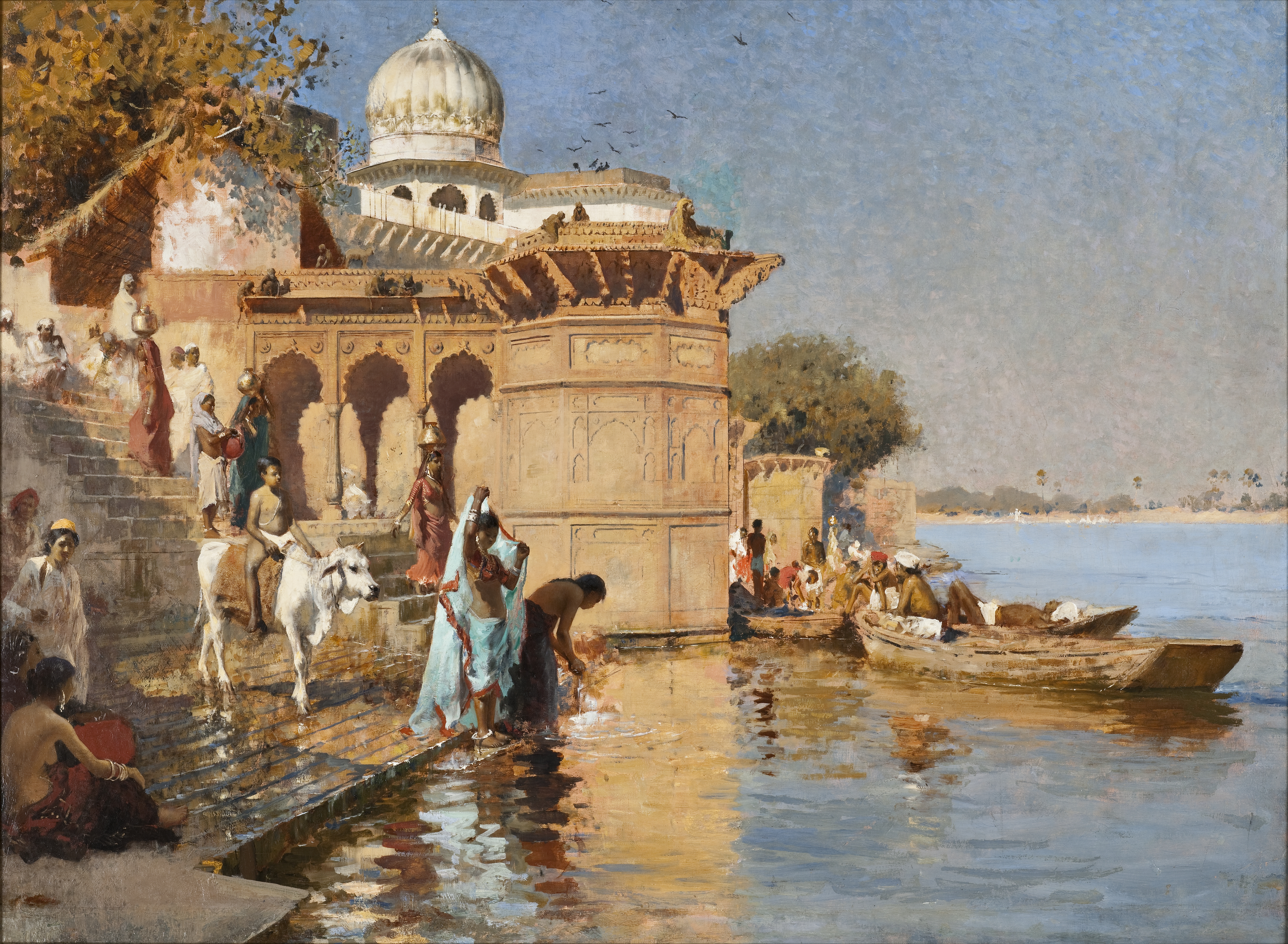
Le long des Ghats de ماثورا, 1883
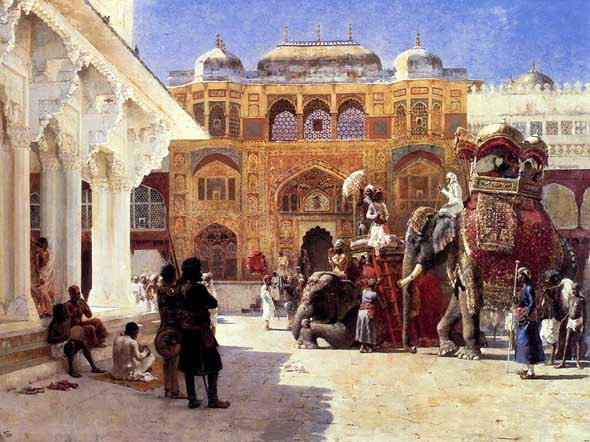
Le Rajah au Palace d'كهرمان, 1888
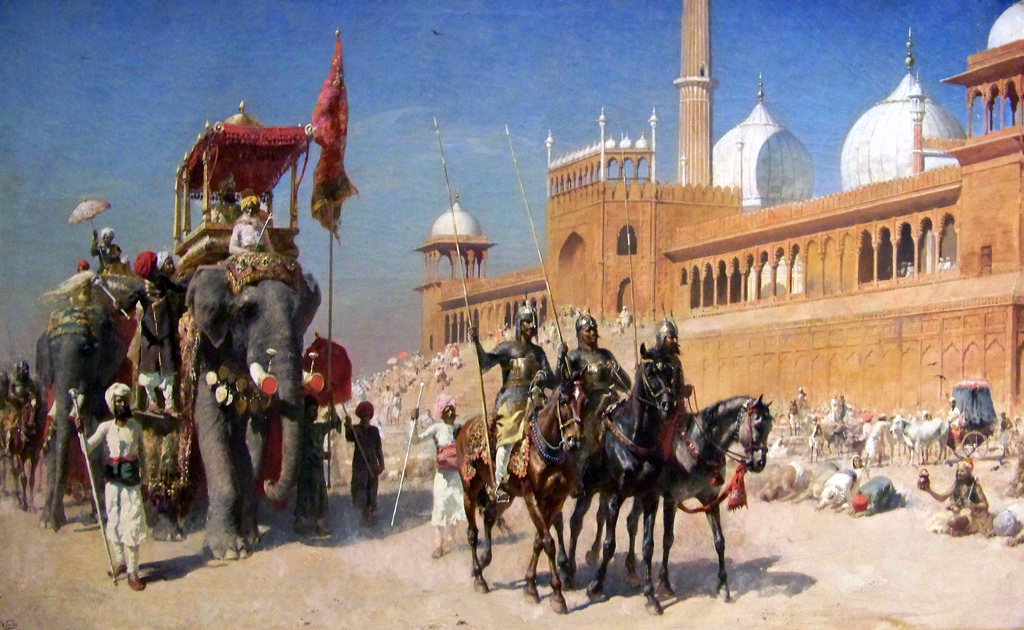
Le grand Monghol de retour de la Grande Mosquée de دلهي, 1886
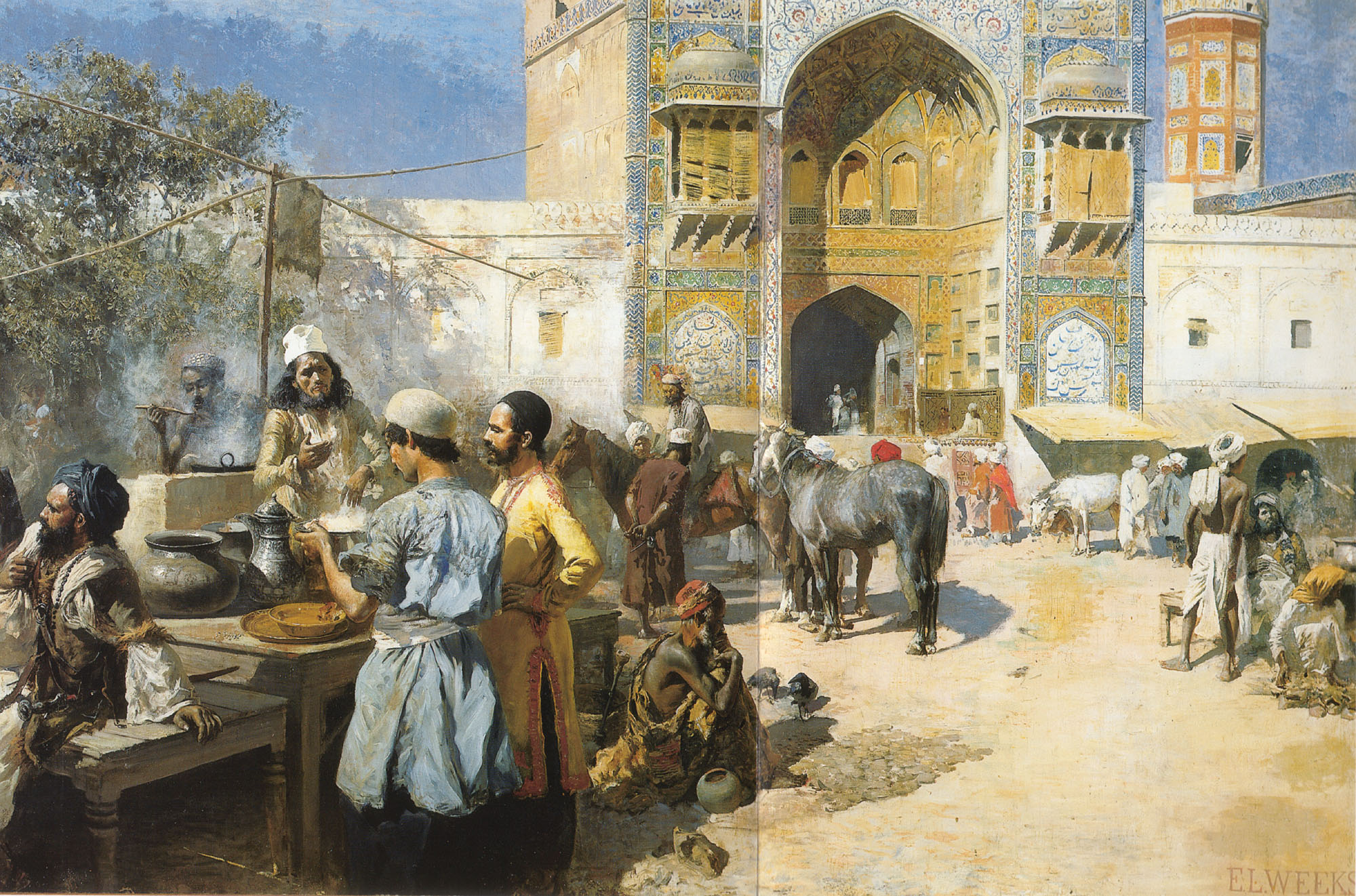
Un restaurant en plein air près de لاهور
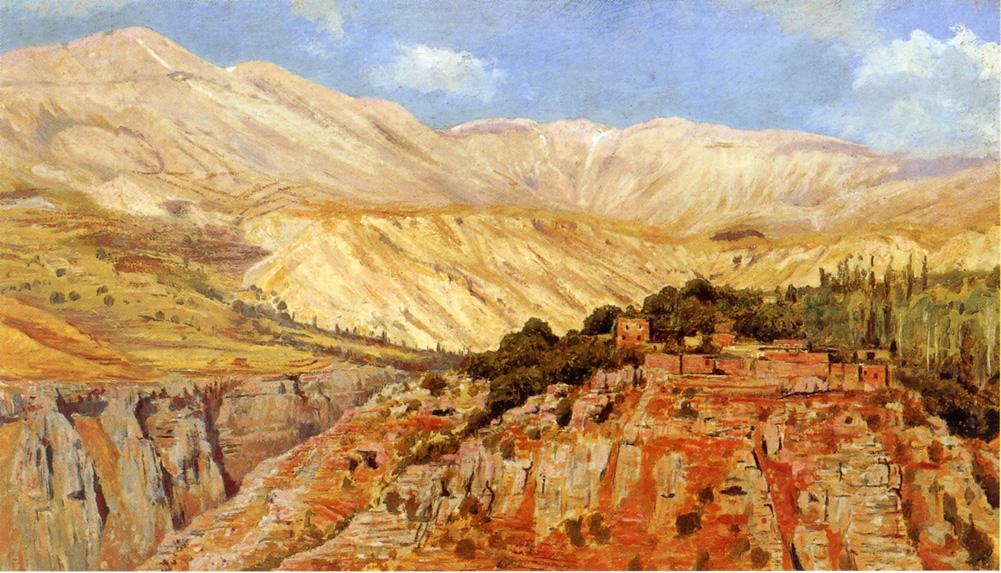
Village in أطلس (خرائط) Mountains Morocco
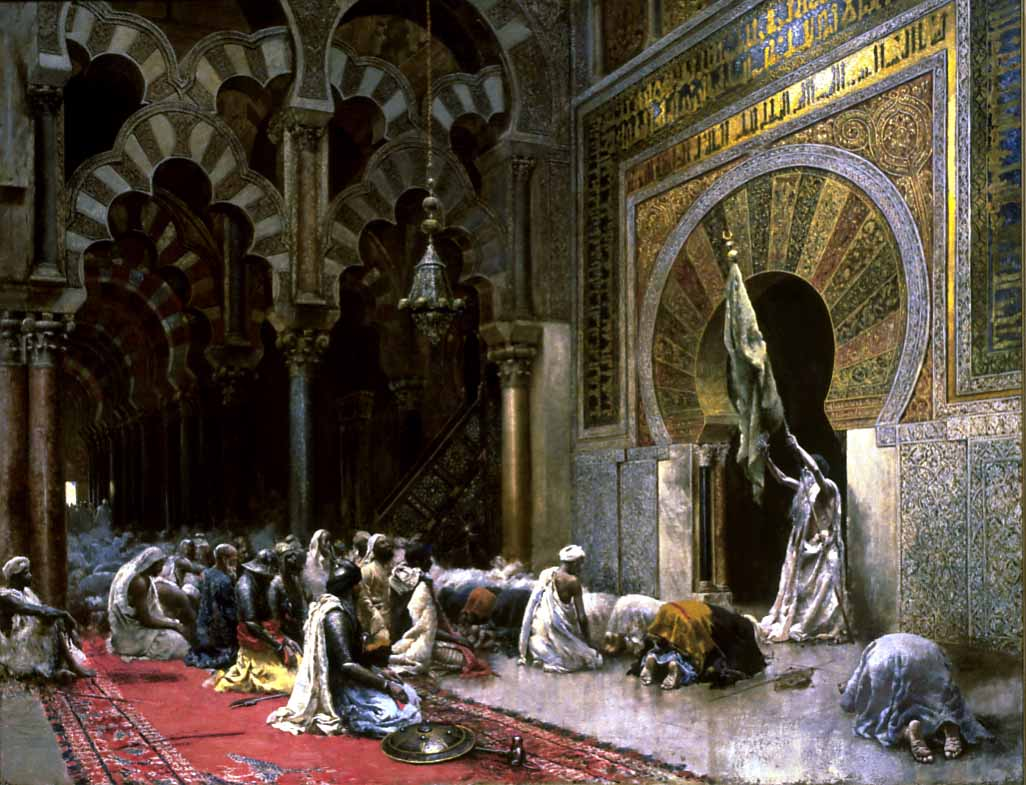
Intérieur de Grande Mosquée de Cordoue, 1880
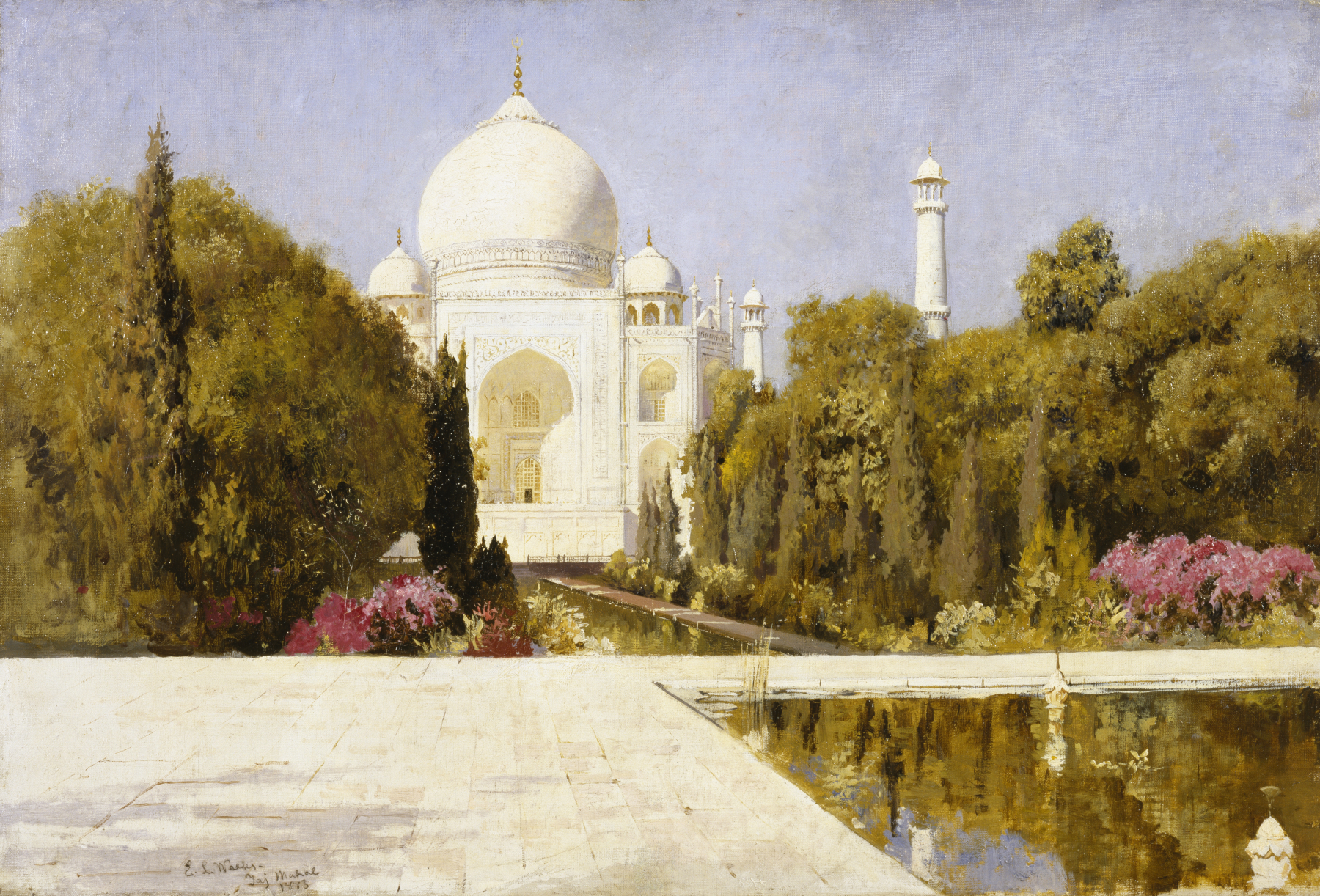
Le تاج محل, 1883
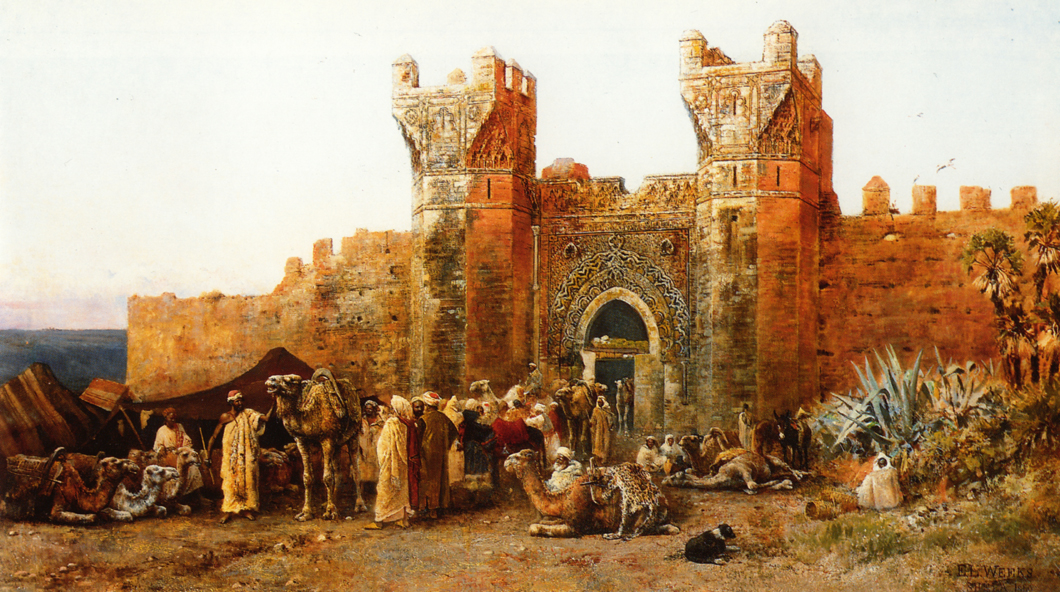
Porte de شالة
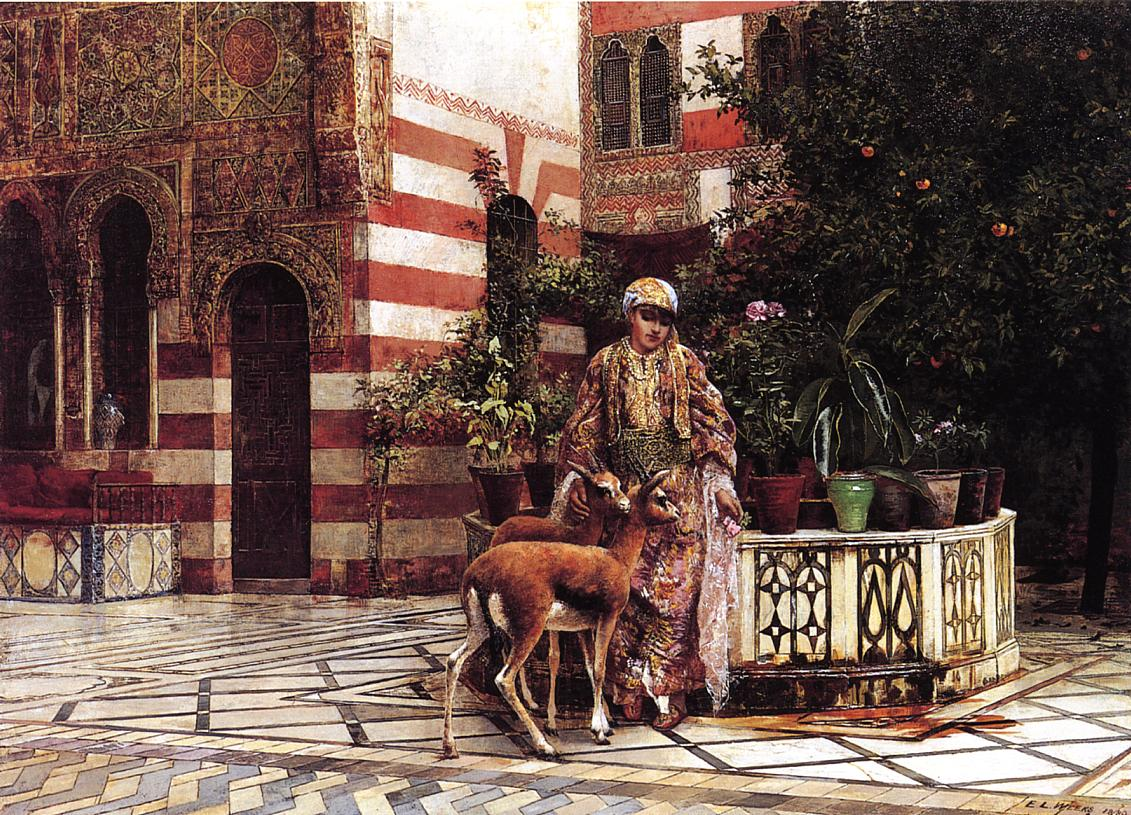
Fille maure dans un patio
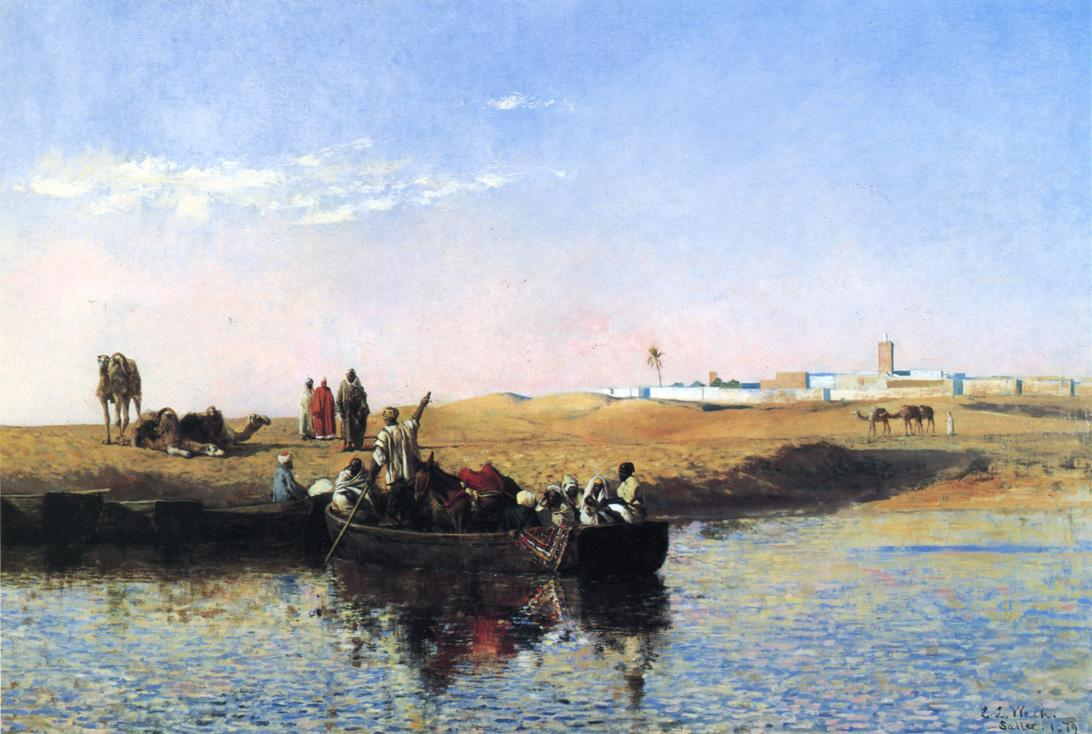
سلا, Morocco